# Llista de topònims de Marganell
Llista de topònims (noms propis de lloc) del municipi de Marganell, al Bages
Informació actualitzada per un bot. Els canvis manuals es perdran quan s'actualitzi!

## cova
| imatge | Nom                    | Ubicat a  | instància de | Detalls | coordenades                                                         | Protecció | Commons (més fotos) | Dades a WD                    |
| ------ | ---------------------- | --------- | ------------ | ------- | ------------------------------------------------------------------- | --------- | ------------------- | ----------------------------- |
|        | cova dels Lladres      | Marganell | cova         |         | 41° 36′ 41″ N, 1° 47′ 57″ E / 41.6115234404196°N,1.79909010186536°E |           |                     | Modifica les dades a Wikidata |
|        | cova dels Oms          | Marganell | cova         |         | 41° 36′ 52″ N, 1° 47′ 27″ E / 41.6145160645967°N,1.79071703409642°E |           |                     | Modifica les dades a Wikidata |
|        | coves de Santa Cecília | Marganell | cova         |         | 41° 36′ 45″ N, 1° 48′ 51″ E / 41.6124173561048°N,1.8140518369816°E  |           |                     | Modifica les dades a Wikidata |

## entitat singular de població
| imatge | Nom             | Ubicat a  | instància de                                   | Detalls | coordenades                                                                | Protecció | Commons (més fotos) | Dades a WD                    |
| ------ | --------------- | --------- | ---------------------------------------------- | ------- | -------------------------------------------------------------------------- | --------- | ------------------- | ----------------------------- |
|        | Marganell       | Marganell | entitat singular de població capital municipal | 107 hab | 41° 38′ 30″ N, 1° 47′ 22″ E / 41.6416487°N,1.78930801°E 356 msnm           |           |                     | Modifica les dades a Wikidata |
|        | Pla de Roldors  | Marganell | entitat singular de població                   | 24 hab  | 41° 38′ 38″ N, 1° 47′ 19″ E / 41.64379227922°N,1.78847664453618°E 387 msnm |           |                     | Modifica les dades a Wikidata |
|        | Santa Cecília   | Marganell | entitat singular de població                   | 6 hab   | 41° 36′ 42″ N, 1° 49′ 02″ E / 41.611715°N,1.817092°E 674 msnm              |           |                     | Modifica les dades a Wikidata |
|        | el Casot        | Marganell | entitat singular de població                   | 148 hab | 41° 37′ 48″ N, 1° 47′ 32″ E / 41.629979025329°N,1.7923572165321°E 446 msnm |           |                     | Modifica les dades a Wikidata |
|        | la Colònia Puig | Marganell | entitat singular de població                   | 25 hab  | 41° 36′ 30″ N, 1° 49′ 31″ E / 41.60836944°N,1.82535833°E 536 msnm          |           | La Colonia Puig     | Modifica les dades a Wikidata |

## església
| imatge | Nom                         | Ubicat a  | instància de      | Detalls                                                                 | coordenades                                                                        | Protecció                                  | Commons (més fotos)                  | Dades a WD                    |
| ------ | --------------------------- | --------- | ----------------- | ----------------------------------------------------------------------- | ---------------------------------------------------------------------------------- | ------------------------------------------ | ------------------------------------ | ----------------------------- |
|        | Sant Benet de Montserrat    | Marganell | església monestir | Arquitecte: Lluís Bonet i Garí Estil: arquitectura popular              | 41° 36′ 35″ N, 1° 49′ 37″ E / 41.60966°N,1.826991°E                                | bé integrant del patrimoni cultural català | Monestir de Sant Benet de Montserrat | Modifica les dades a Wikidata |
|        | Sant Esteve de Marganell    | Marganell | església          |                                                                         | 41° 38′ 24″ N, 1° 48′ 12″ E / 41.640111°N,1.803453°E                               | bé integrant del patrimoni cultural català | Sant Esteve de Marganell             | Modifica les dades a Wikidata |
|        | Santa Cecília de Montserrat | Marganell | església          | Estil: arquitectura romànica 10th century Anomenat per: Cecília de Roma | 41° 36′ 41″ N, 1° 49′ 01″ E / 41.611511°N,1.817064°E ca:Parc Natural de Montserrat | bé integrant del patrimoni cultural català | Santa Cecília de Montserrat          | Modifica les dades a Wikidata |

## masia
| imatge | Nom               | Ubicat a  | instància de | Detalls      | coordenades                                                                                               | Protecció | Commons (més fotos) | Dades a WD                    |
| ------ | ----------------- | --------- | ------------ | ------------ | --- | --------- | ------------------- | ----------------------------- |
|        | Ca l'Aiguader     | Marganell | masia        |              | 41° 38′ 33″ N, 1° 47′ 55″ E / 41.6424755611193°N,1.79861156679546°E ca:Raval del Cisó                     |           |                     | Modifica les dades a Wikidata |
|        | Ca l'Envelat      | Marganell | masia        |              | 41° 38′ 15″ N, 1° 47′ 47″ E / 41.6374454093016°N,1.79648379852407°E                                       |           |                     | Modifica les dades a Wikidata |
|        | Ca l'Estevenó     | Marganell | masia        |              | 41° 39′ 05″ N, 1° 48′ 22″ E / 41.6513450040496°N,1.80615659129798°E ca:Camp de l'Estevenó                 |           |                     | Modifica les dades a Wikidata |
|        | Ca l'Oliver       | Marganell | masia        |              | 41° 37′ 40″ N, 1° 47′ 21″ E / 41.6278570803686°N,1.78915921591053°E                                       |           |                     | Modifica les dades a Wikidata |
|        | Ca la Mariona     | Marganell | masia        |              | 41° 38′ 28″ N, 1° 47′ 21″ E / 41.6412047239187°N,1.78908945636347°E                                       |           |                     | Modifica les dades a Wikidata |
|        | Ca la Mundeta     | Marganell | masia        |              | 41° 38′ 21″ N, 1° 47′ 35″ E / 41.6391826831434°N,1.79294548148843°E                                       |           |                     | Modifica les dades a Wikidata |
|        | Cal Capblanc      | Marganell | masia        |              | 41° 38′ 28″ N, 1° 47′ 31″ E / 41.6411987696274°N,1.79194727900277°E                                       |           |                     | Modifica les dades a Wikidata |
|        | Cal Felip Neri    | Marganell | masia        |              | 41° 38′ 35″ N, 1° 47′ 56″ E / 41.6431460898153°N,1.79899535946399°E                                       |           |                     | Modifica les dades a Wikidata |
|        | Cal Font          | Marganell | masia        |              | 41° 38′ 27″ N, 1° 48′ 12″ E / 41.6409027088784°N,1.80325152645326°E                                       |           |                     | Modifica les dades a Wikidata |
|        | Cal Francisco     | Marganell | masia        |              | 41° 38′ 38″ N, 1° 47′ 31″ E / 41.6440264098887°N,1.79189445684417°E                                       |           |                     | Modifica les dades a Wikidata |
|        | Cal Fèlix         | Marganell | masia        | 1821         | 41° 38′ 31″ N, 1° 47′ 30″ E / 41.6420608735251°N,1.79170303548442°E ca:Nucli de Marganell                 |           |                     | Modifica les dades a Wikidata |
|        | Cal Jan Pere      | Marganell | masia        | 19th century | 41° 38′ 37″ N, 1° 47′ 23″ E / 41.6434814987223°N,1.78975527384575°E ca:Pla de Cal Tinet                   |           |                     | Modifica les dades a Wikidata |
|        | Cal Jordi         | Marganell | masia        |              | 41° 38′ 22″ N, 1° 47′ 34″ E / 41.639405040048°N,1.79267718084778°E                                        |           |                     | Modifica les dades a Wikidata |
|        | Cal Magí          | Marganell | masia        |              | 41° 38′ 14″ N, 1° 47′ 31″ E / 41.6372794761139°N,1.79182837802306°E                                       |           |                     | Modifica les dades a Wikidata |
|        | Cal Magí del Gras | Marganell | masia        |              | 41° 38′ 32″ N, 1° 47′ 06″ E / 41.6420899457234°N,1.78506242548329°E                                       |           |                     | Modifica les dades a Wikidata |
|        | Cal Met           | Marganell | masia        |              | 41° 38′ 27″ N, 1° 47′ 32″ E / 41.6408595989727°N,1.79224178548366°E                                       |           |                     | Modifica les dades a Wikidata |
|        | Cal Nen           | Marganell | masia        |              | 41° 38′ 30″ N, 1° 47′ 49″ E / 41.6415497076544°N,1.79706782240025°E                                       |           |                     | Modifica les dades a Wikidata |
|        | Cal Pador         | Marganell | masia        |              | 41° 38′ 32″ N, 1° 47′ 21″ E / 41.6420968726873°N,1.78913278860251°E                                       |           |                     | Modifica les dades a Wikidata |
|        | Cal Pujolet       | Marganell | masia        | 17th century | 41° 38′ 44″ N, 1° 48′ 05″ E / 41.6455216507437°N,1.80136484644219°E ca:Al Nord Est del terme de Marganell |           |                     | Modifica les dades a Wikidata |
|        | Cal Quintí        | Marganell | masia        |              | 41° 37′ 11″ N, 1° 47′ 51″ E / 41.6197569777582°N,1.79747295064175°E ca:Parc Natural de Montserrat         |           |                     | Modifica les dades a Wikidata |
|        | Cal Rip           | Marganell | masia        | 1795         | 41° 38′ 38″ N, 1° 47′ 27″ E / 41.6438338062408°N,1.79070929476967°E ca:Pla de Roldors                     |           |                     | Modifica les dades a Wikidata |
|        | Cal Simonet       | Marganell | masia        |              | 41° 38′ 42″ N, 1° 47′ 36″ E / 41.6449345738731°N,1.79346253092955°E                                       |           |                     | Modifica les dades a Wikidata |
|        | Cal Simó          | Marganell | masia        |              | 41° 37′ 33″ N, 1° 49′ 55″ E / 41.6258316695709°N,1.83192058860801°E                                       |           |                     | Modifica les dades a Wikidata |
|        | Cal Soler         | Marganell | masia        |              | 41° 38′ 33″ N, 1° 47′ 49″ E / 41.6423680537533°N,1.79694453387472°E                                       |           |                     | Modifica les dades a Wikidata |
|        | Cal Tines         | Marganell | masia        |              | 41° 38′ 29″ N, 1° 47′ 35″ E / 41.641391233942°N,1.79312039208415°E                                        |           |                     | Modifica les dades a Wikidata |
|        | Cal Tinet         | Marganell | masia        |              | 41° 38′ 31″ N, 1° 47′ 26″ E / 41.641829°N,1.790537°E 387 msnm                                             |           |                     | Modifica les dades a Wikidata |
|        | Cal Tomaset       | Marganell | masia        | 19th century | 41° 38′ 26″ N, 1° 47′ 29″ E / 41.6405457238631°N,1.79151521568928°E ca:Nucli de Marganell                 |           |                     | Modifica les dades a Wikidata |
|        | Cal Ventura       | Marganell | masia        |              | 41° 38′ 40″ N, 1° 47′ 33″ E / 41.6443205067349°N,1.79245332769854°E                                       |           |                     | Modifica les dades a Wikidata |
|        | Cal Veu           | Marganell | masia        |              | 41° 39′ 27″ N, 1° 49′ 01″ E / 41.65762°N,1.81687°E ca:Solella del Pujol                                   |           |                     | Modifica les dades a Wikidata |
|        | Cal Xesc          | Marganell | masia        |              | 41° 38′ 27″ N, 1° 47′ 39″ E / 41.6407256702292°N,1.79406936622483°E                                       |           |                     | Modifica les dades a Wikidata |
|        | Can Beu           | Marganell | masia        |              | 41° 39′ 30″ N, 1° 48′ 57″ E / 41.6582193223562°N,1.8159261659942°E                                        |           |                     | Modifica les dades a Wikidata |
|        | Can Fermí         | Marganell | masia        |              | 41° 38′ 48″ N, 1° 48′ 09″ E / 41.6466062907807°N,1.80259359330171°E                                       |           |                     | Modifica les dades a Wikidata |
|        | Can Martorell     | Marganell | masia        |              | 41° 37′ 09″ N, 1° 48′ 23″ E / 41.6191197391487°N,1.80633107299143°E                                       |           |                     | Modifica les dades a Wikidata |
|        | el Bisbal         | Marganell | masia        |              | 41° 38′ 26″ N, 1° 47′ 09″ E / 41.6404332431325°N,1.78597006191335°E                                       |           |                     | Modifica les dades a Wikidata |
|        | el Casot          | Marganell | masia        | 19th century | 41° 37′ 47″ N, 1° 47′ 58″ E / 41.6298111845682°N,1.79942300209274°E ca:Parc Natural de Montserrat         |           |                     | Modifica les dades a Wikidata |
|        | el Gras           | Marganell | masia        | 17th century | 41° 39′ 04″ N, 1° 47′ 27″ E / 41.6510956706083°N,1.79092173328968°E ca:Al Nord del terme municipal        |           |                     | Modifica les dades a Wikidata |
|        | el Marc Nou       | Marganell | masia        | 19th century | 41° 38′ 35″ N, 1° 47′ 03″ E / 41.6429818333042°N,1.78422915854723°E ca:Al Camp del Bisbaler               |           |                     | Modifica les dades a Wikidata |
|        | la Calcina        | Marganell | masia        |              | 41° 37′ 17″ N, 1° 49′ 17″ E / 41.62127282663°N,1.8213278114611°E                                          |           | La Calcina          | Modifica les dades a Wikidata |
|        | la Fassina        | Marganell | masia        | 18th century | 41° 39′ 02″ N, 1° 48′ 22″ E / 41.65052°N,1.80605°E ca:Al Nord Est del terme de Marganell                  |           |                     | Modifica les dades a Wikidata |

## muntanya
| imatge | Nom                  | Ubicat a                                  | instància de | Detalls | coordenades | Protecció | Commons (més fotos)          | Dades a WD                    |
| ------ | -------------------- | ----------------------------------------- | ------------ | ------- | --- | --------- | ---------------------------- | ----------------------------- |
|        | Montcau (Montserrat) | Marganell Monistrol de Montserrat         | muntanya     |         | 1206 msnm |           |                              | Modifica les dades a Wikidata |
|        | Sant Jeroni          | Marganell el Bruc Monistrol de Montserrat | muntanya     |         | 41° 36′ 19″ N, 1° 48′ 41″ E / 41.6053835626°N,1.81150454088°E ca:Muntanya de Montserrat. Est del terme. 1237 msnm |           | Sant Jeroni (Montserrat)     | Modifica les dades a Wikidata |
|        | Serrat del Moro      | Marganell                                 | muntanya     |         | 41° 36′ 25″ N, 1° 48′ 55″ E / 41.607023°N,1.81527°E                                                               |           | Serrat del Moro (Montserrat) | Modifica les dades a Wikidata |
|        | Turó de l'Ermità     | Marganell                                 | muntanya     |         | 41° 37′ 13″ N, 1° 48′ 54″ E / 41.620262°N,1.815019°E 595 msnm                                                     |           |                              | Modifica les dades a Wikidata |
|        | el Cavall Bernat     | Monistrol de Montserrat Marganell         | muntanya     |         | 41° 36′ 02″ N, 1° 49′ 22″ E / 41.60067472°N,1.82273056°E 1110.7 msnm                                              |           | Cavall Bernat (Montserrat)   | Modifica les dades a Wikidata |
|        | el Lloro             | Marganell el Bruc                         | muntanya     |         | 41° 36′ 38″ N, 1° 47′ 34″ E / 41.610555°N,1.792639°E 1128 msnm                                                    |           | El Lloro                     | Modifica les dades a Wikidata |
|        | el Moro              | Marganell Monistrol de Montserrat         | muntanya     |         | 41° 36′ 13″ N, 1° 48′ 57″ E / 41.60351667°N,1.81573333°E 1206 msnm                                                |           | El Moro (Montserrat)         | Modifica les dades a Wikidata |

## pont
| imatge | Nom                                | Ubicat a                         | instància de | Detalls               | coordenades                                                                                      | Protecció | Commons (més fotos) | Dades a WD                    |
| ------ | ---------------------------------- | -------------------------------- | ------------ | --------------------- | ------------------------------------------------------------------------------------------------ | --------- | ------------------- | ----------------------------- |
|        | Pont de Can Vila                   | Marganell                        | pont         |                       | 41° 39′ 04″ N, 1° 48′ 36″ E / 41.6512307665988°N,1.80990552831787°E                              |           |                     | Modifica les dades a Wikidata |
|        | Pont de fusta                      | Marganell                        | pont         | 2000 Estat: bon estat | 41° 38′ 24″ N, 1° 47′ 25″ E / 41.63993°N,1.79018°E ca:Riera de Marganell                         |           |                     | Modifica les dades a Wikidata |
|        | Pont de la Fassina                 | Castellbell i el Vilar Marganell | pont         | 20th century          | 41° 39′ 02″ N, 1° 48′ 19″ E / 41.650649998855°N,1.80514866410117°E ca:Davant la masia la Fassina |           |                     | Modifica les dades a Wikidata |
|        | Pont del Xesc                      | Marganell                        | pont         |                       | 41° 38′ 29″ N, 1° 47′ 40″ E / 41.6413237938926°N,1.79441842978277°E                              |           |                     | Modifica les dades a Wikidata |
|        | Pont del camí del torrent del Gras | Marganell                        | pont         | Estat: bon estat      | 41° 39′ 03″ N, 1° 48′ 20″ E / 41.65087°N,1.80566°E ca:Camí del torrent del Gras                  |           |                     | Modifica les dades a Wikidata |

## sender
| imatge | Nom                                            | Ubicat a  | instància de | Detalls | coordenades | Protecció | Commons (més fotos) | Dades a WD                    |
| ------ | ---------------------------------------------- | --------- | ------------ | ------- | ----------- | --------- | ------------------- | ----------------------------- |
|        | Camí de Marganell al Monestir de Santa Cecília | Marganell | sender       |         |             |           |                     | Modifica les dades a Wikidata |
|        | Camí vell de l'Oliver                          | Marganell | sender       |         |             |           |                     | Modifica les dades a Wikidata |
|        | Ermites Romàniques de Marganell                | Marganell | sender       |         |             |           |                     | Modifica les dades a Wikidata |

## serra
| imatge | Nom             | Ubicat a          | instància de | Detalls | coordenades                                                       | Protecció | Commons (més fotos)      | Dades a WD                    |
| ------ | --------------- | ----------------- | ------------ | ------- | ----------------------------------------------------------------- | --------- | ------------------------ | ----------------------------- |
|        | Les Agulles     | el Bruc Marganell | serra        |         | 41° 36′ 33″ N, 1° 47′ 04″ E / 41.609289°N,1.784496°E Montserrat   |           | Les Agulles (Montserrat) | Modifica les dades a Wikidata |
|        | serra del Florí | Marganell         | serra        |         | 41° 37′ 16″ N, 1° 47′ 33″ E / 41.62121111°N,1.792475°E 643.7 msnm |           |                          | Modifica les dades a Wikidata |

## vèrtex geodèsic
| imatge | Nom        | Ubicat a  | instància de    | Detalls   | coordenades                                                        | Protecció | Commons (més fotos) | Dades a WD                    |
| ------ | ---------- | --------- | --------------- | --------- | ------------------------------------------------------------------ | --------- | ------------------- | ----------------------------- |
|        | Colldarboc | Marganell | vèrtex geodèsic | Alt: 1.2m | 41° 39′ 31″ N, 1° 46′ 41″ E / 41.65869°N,1.778052°E 476.85 msnm    |           |                     | Modifica les dades a Wikidata |
|        | Monserrat  | Marganell | vèrtex geodèsic | Alt: 1m   | 41° 36′ 19″ N, 1° 48′ 41″ E / 41.605349°N,1.811325°E 1236.158 msnm |           |                     | Modifica les dades a Wikidata |

## Misc
| imatge | Nom                                                   | Ubicat a | instància de               | Detalls                     | coordenades                                                                                              | Protecció                                  | Commons (més fotos)     | Dades a WD                    |
| ------ | ----------------------------------------------------- | --- | -------------------------- | --------------------------- | --- | ------------------------------------------ | ----------------------- | ----------------------------- |
|        | Ajuntament de Marganell                               | Marganell | casa consistorial          |                             | 41° 38′ 26″ N, 1° 47′ 25″ E / 41.6404522°N,1.7902118°E                                                   |                                            |                         | Modifica les dades a Wikidata |
|        | Bauma Gran                                            | Marganell | abric rocós                |                             | 41° 39′ 19″ N, 1° 48′ 07″ E / 41.6553555101941°N,1.80205923314562°E ca:Al Nord del terme municipal       |                                            |                         | Modifica les dades a Wikidata |
|        | Creu de la Tartana                                    | Marganell | oratori                    | 19th century                | 41° 36′ 39″ N, 1° 48′ 06″ E / 41.610928°N,1.801577°E ca:Parc Natural de Montserrat 692 msnm              |                                            |                         | Modifica les dades a Wikidata |
|        | Fita de terme de Marganell, Castellgalí i Sant Vicenç | Marganell Sant Vicenç de Castellet Castellgalí                                                                 | fita element arquitectònic | 1862                        | 41° 39′ 30″ N, 1° 48′ 33″ E / 41.65846°N,1.80917°E ca:Serra de Punxabudell                               |                                            |                         | Modifica les dades a Wikidata |
|        | Forn a la zona de la Fassina                          | Marganell | edifici                    |                             | 41° 39′ 04″ N, 1° 48′ 19″ E / 41.65102°N,1.80532°E ca:Al Nord de la Fassina                              |                                            |                         | Modifica les dades a Wikidata |
|        | Granges de Can Beu                                    | Marganell | granja                     |                             | 41° 39′ 27″ N, 1° 48′ 55″ E / 41.6576005285279°N,1.81531296875294°E                                      |                                            |                         | Modifica les dades a Wikidata |
|        | Parc Natural de la Muntanya de Montserrat             | el Bruc Collbató Monistrol de Montserrat Marganell Anoia Bages Baix Llobregat província de Barcelona Catalunya | àrea protegida             |                             | 41° 35′ 52″ N, 1° 48′ 53″ E / 41.597665°N,1.814705°E                                                     |                                            | Montserrat Natural Park | Modifica les dades a Wikidata |
|        | Restes de l'aqüeducte de Cal Janet                    | Marganell | aqüeducte pont             | Estil: arquitectura popular | 41° 38′ 24″ N, 1° 47′ 25″ E / 41.640108°N,1.790174°E                                                     | bé integrant del patrimoni cultural català |                         | Modifica les dades a Wikidata |
|        | barraca de Guimberes                                  | Marganell | barraca de vinya           |                             | 41° 39′ 25″ N, 1° 48′ 02″ E / 41.65693°N,1.80056°E ca:Guimberes                                          |                                            |                         | Modifica les dades a Wikidata |
|        | castell Marro                                         | Marganell | castell                    |                             | 41° 36′ 38″ N, 1° 49′ 01″ E / 41.61058333°N,1.81706667°E                                                 |                                            |                         | Modifica les dades a Wikidata |
|        | riera de Marganell                                    | Marganell el Bruc Castellbell i el Vilar Monistrol de Montserrat                                               | curs d'aigua               | Desemboca: Llobregat        | 41° 36′ 38″ N, 1° 46′ 00″ E / 41.61067°N,1.766729°E 41° 38′ 27″ N, 1° 51′ 27″ E / 41.640933°N,1.857388°E |                                            |                         | Modifica les dades a Wikidata |